# Lindeboom Bierbrouwerij
Lindeboom Brouwerij is een Nederlandse bierbrouwerij in het Limburgse dorp Neer.

## Geschiedenis
In 1867 wilde Willem Geenen, die tot dan zijn kost verdiende als landbouwer en stroopmaker, bier gaan brouwen. Voor die tijd was Willem een zeer ondernemend iemand, want hij durfde het aan om zijn koffers te pakken en af te reizen naar Worms, om opgeleid te worden als bierbrouwer. Dit moet voor een jongeman uit Neer in die tijd een ware wereldreis zijn geweest. De schriften waarin hij de ellenlange dictaten in een regelmatig handschrift optekende, zijn bewaard gebleven.
Willem had een vooruitziende blik om deze brouwerstudie op te pakken want bier werd weer populair, na een tijd uit de gratie te zijn geweest. Wanneer hij zijn studie beëindigd heeft, is niet precies bekend. In april 1870 was hij in ieder geval terug in zijn geboortedorp en wendde hij zich tot de burgemeester met het verzoek hem vergunning te verlenen om bier te brouwen. De ambtelijke molens draaiden in die tijd op volle toeren. In nog geen zeven weken was de complete procedure van de hinderwet doorlopen. Bij besluit van Gedeputeerde Staten van het Hertogdom Limburg van 10 juni 1870 kreeg hij toestemming zijn brouwerij te starten. De enige voorwaarde die werd gesteld, was dat hij binnen vijf maanden moest beginnen. Willem kon dus meteen aan de slag. Naast zijn huis op het Hammerveld in Neer, waar toen reeds een tachtig jaar oude linde stond, bouwde hij zijn brouwerijtje. In de beginjaren noemde hij het bier "GEENEN’s bier". Na enige jaren werden bieren uitgebracht waar de naam van de lindeboom in voor kwam. Sedert jaren 30 wordt het bier uitsluitend als Lindeboom Bier in de handel gebracht.
In de brouwhuismuur is nog steeds de hardsteen te zien met de initialen van WG 1870.
Willem was niet de enige brouwer in Neer. In het dorpje van nog geen duizend inwoners waren op dat moment liefst vier brouwerijen actief. Nu moeten wij ons geen al te grote voorstelling maken van de grootte van deze brouwerijen. De bedrijven waren klein. Er werd slechts enkele malen per jaar gebrouwen, meestal ‘s winters als er op het land geen werk was. De combinatie boerenbedrijf en brouwerij kwam vaker voor. Met een of twee knechten kon de brouwer/boer het werk met gemak af.
Met vier brouwers in Neer moest Willem Geenen voor afzet wel over de grenzen van zijn dorp kijken. Een geluk was dat een familielid uit Buggenum met brouwen ophield en Geenen de klantenkring kon overnemen. In één klap was hij zijn dorpsconcurrenten voor en leverde zijn bier ook in Roermond. Als een van de eerste brouwers kocht hij omstreeks 1890 een flessenvulmachine. Al snel werd een kwart van de totale productie in flessen afgezet. Zijn bier werd in heel Nederland bekend door de Maasschippers, die als ze in het haventje van Neer voor anker lagen, graag een kratje Lindeboom bier aan boord namen. Willem Geenen legde zo een solide basis voor een familiebedrijf.
In deze tijd werden algemeen bovengistende bieren gebrouwen. Er was echter een nieuwe trend gaande, namelijk het brouwen van ondergistende biersoorten. Deze manier van gisten gebeurde bij lage temperaturen. Door de uitvinding van de koelmachine, door Linde, was dit mogelijk geworden.
In 1912 werden door zijn zoon Bernard en dochter Christien grote investeringen gedaan. In een nieuw gebouw werd een stoommachine van 15 PK en een koelmachine geplaatst, alles deugdelijk en naar de laatste eisen gemonteerd. De buurman maakte nog wel bezwaren, maar zijn problemen werden door een kleine aanpassing van de oorspronkelijke plannen verholpen. Met de realisatie van dit project stelde De Lindeboom Bierbrouwerij zijn toekomst veilig.
Men kon nu ook de Pilsener bieren brouwen waar de bierdrinker naar vroeg. Deze biersoort veroverde rond de eeuwwisseling stormenderhand de markt. Het nieuwe, modern gebrouwen bier verdrong razendsnel de oeroude Limburgse streek- en stadsbieren, die via de methode van bovengisting werden gebrouwen. Tal van kleine brouwers konden de investeringen niet aan en zagen zich genoodzaakt het vuur onder de brouwketels definitief te doven. Vooral de jeugd keerde zich massaal af van het traditionele bier. De Lindeboom had op het goede moment geïnvesteerd.

### De derde generatie Geenen
Willem Geenen, zoon van Bernard, nam de brouwerij over en legde de fundamenten voor het huidige bedrijf. Voor hem was geen gemakkelijke taak weggelegd. De problemen van zijn tijd waren typerend voor de markt en verwoord in een interview dat hij gaf ter gelegenheid van het honderdjarig bestaan van de brouwerij in 1970:
"Je moet een idealist zijn om een eenmans-brouwerijtje te kunnen blijven runnen. Een dergelijk klein bedrijf kun je onmogelijk in stand houden als idealisme ontbreekt. Ik ben er echter wel van overtuigd dat dit idealisme zal moeten verdwijnen als men zich in de komende jaren wil verzekeren van een redelijk goed voortbestaan. Met andere woorden: de bierproducent van de toekomst is meer koopman dan brouwer. Het voortbestaan van een kleine streekbrouwerij wordt in niet geringe mate bedreigd door de grotere provinciale, en vooral de landelijke brouwerijen, die al zoveel kleine bedrijven hebben opgeslokt. Brouwerijen als de mijne kunnen niet of moeilijk beschikken over de enorme kapitalen die nodig zijn voor externe financieringen. De grote brouwerijen kunnen dat wel. Daarbij beschikt de streekbrouwerij over betrekkelijk geringe mogelijkheden tot het voeren van goede reclame. Via reclamespots op radio en televisie en paginagrote advertenties bouwen grote brouwerijen als Heineken, Amstel en Grolsch een naam op. Dat "image" speelt een grote rol, want men is eerder geneigd bieren met een bekende dan een onbekende naam te accepteren. Ten onrechte, want als gevolg van warenkeuring, kwaliteitscontrole en gezamenlijke research wordt in Nederland geen slecht bier meer gebrouwen."

### De vierde generatie Geenen
In de brouwerij is thans de vierde generatie Geenen actief. In 1971 werd Ben Geenen commercieel directeur van de brouwerij en kwam zijn broer Willem Geenen hem in 1978 ondersteunen.
In 1995 werd het 125-jarig bestaansfeest van de brouwerij gevierd en een jaar daarop kreeg de brouwerij bij Koninklijke Beschikking het predicaat van Hofleverancier.
In 1998 overleed Ben op veel te jonge leeftijd en nam zijn broer Willem Geenen de leiding over.
In de periode 1995-1996 werden grote investeringen gedaan in de afvulling van vaten en flessen. In 1998 vond er een restyling plaats van het Lindeboomlogo. De natuurlijke lindeboom verving de gestileerde lindeboom. In 2001 werd een begin gemaakt met het uitleveren van bier in tanks voor de horeca.
In 2002 werd de bestaande ondergistende biersoort Gouverneur vervangen door 2 nieuwe soorten Gouverneur, beide gebaseerd op bovengisting en gemaakt met zowel rogge- als gerstemout.
Het huidige afzetgebied is vooral de driehoek Weert, Venlo en Roermond, waar ca 65 % van de afzet plaatsvindt. De rest wordt verspreid over heel Nederland verkocht. De verdeling is ca 80 % horeca en 20 % retail (winkel)afzet. Daarnaast vindt er afzet plaats naar Engeland - in flessen en sinds enige jaren ook, in toenemende mate, in fusten.

## Bieren
| Naam                          | Type                             | Alc. % | Gebrouwen sinds |
| ----------------------------- | -------------------------------- | ------ | --------------- |
| Lindeboom Pilsener            | Pilsener                         | 5,0%   | 1870            |
| Lindeboom Herfstbock          | Herfstbok                        | 6,5%   |                 |
| Lindeboom Oud Bruin           | Bruin bier                       | 3,8%   |                 |
| Lindeboom Radler              | Radler                           | 2,0%   | 2015            |
| Lindeboom Kersen Radler       | Radler                           | 2,0%   | 2016            |
| Lindeboom 0,5                 | alcoholarm bier                  | 0,5%   | 2017            |
| Lindeboom Citroen Radler 0,0% | Radler alcoholvrij               | 0,0%   | 2017            |
| Lindeboom Kersen Radler 0,0%  | Radler alcoholvrij               | 0,0%   | 2018            |
| Lindeboom Saison              | Saison                           | 5,8%   | 2019            |
| Venloosch Alt                 | Altbier                          | 5,0%   | 2001            |
| Venloosch Wit                 | Witbier/seizoensbier Lente/Zomer | 5,0%   | 2003            |
| Gouverneur Speciale 140       | American Pale Ale                | 5,5%   | 2010            |
| Gouverneur Blond              | Speciaal bier: Blond             | 6,5%   | 2002            |
| Gouverneur Dubbel             | Speciaal bier: bruin             | 6,5%   | 2002            |
| Gouverneur Tripel             | Speciaal bier: triple            | 8,2%   | 2012            |
| Gouverneur Dubbelbock         | Speciaal bier: dubbelbok         | 7,5%   | 2002            |
| Gouverneur Stout op 't hout   | Speciaal bier: stout             | 7,5%   | 2014            |